# Nino Mačaidze
Nino Mačaidze (gruzínsky ნინო მაჩაიძე, anglicky Nino Machaidze, rusky Нино Мачаидзе, * 8. března 1983, Tbilisi) je gruzínská pěvkyně-sopranistka. Studia zpěvu absolvovala v Tbilisi a v Miláně (Accademia del Teatro alla Scala).

## Významné role
- Marie, La fille du régiment (Gaetano Donizetti), La Scala (Milán), Teatro dell'opera di Roma (Řím), Gran Teatro del Liceu (Barcelona), Metropolitní opera (New York, 2011)
- Julie, Roméo et Juliette, Salcburský festival (2008, po boku Rolanda Villazóna), Teatro La Fenice (Benátky, po boku Jonase Kaufmanna), Royal Opera House (Londýn), Vídeňská státní opera (červen 2013)
- Gilda, Rigoletto, Teatro Regio (Parma), Opéra Garnier (Paříž)
- Adina, L’elisir d’amore, La Scala (Milán), Los Angeles Opera a Bayerische Staatsoper (Mnichov)
- Elvira, I puritani, Teatro Comunale (Bologna, po boku Juana Diega Flóreze)
- Lucia, Lucia di Lammermoor, La Monnaie (Brusel), Palacio de las Artes Reina Sofía (Valencie)
- Fiorilla, Il Turco in Italia, Theater an der Wien (Vídeň)
- Rosina, Il Barbiere di Siviglia, Arena di Verona (Leo Nucci jako Figaro, 2018)

## Galerie
- Duet „C'est toi, mon père!“ s Plácidem Domingem z Massenetovy opery Thaïs v barcelonském Gran Teatre del Liceu